# Elecciones regionales del Piamonte de 2019
Las elecciones regionales del Piamonte de 2019 tuvieron lugar el 26 de mayo de 2019, el mismo día de las elecciones al Parlamento Europeo en Italia. La elección fue para elegir los 50 miembros del Consejo Regional del Piamonte, así como al Presidente de la Región, quien también es miembro del Consejo.

## Sistema electoral
El Consejo Regional se elige con un sistema mixto: 40 diputados se eligen con la forma de representación proporcional utilizando el método de resto mayor con listas abiertas y un umbral electoral del 3%, mientras que 10 diputados se eligen con un sistema de votación en bloque con listas cerradas. Un escaño es para el presidente electo, elegido por separado con un sistema FPTP.
| TO | CN | AL | NO | AT | BI | VC | VB | Total |
| -- | -- | -- | -- | -- | -- | -- | -- | ----- |
| 21 | 5  | 4  | 3  | 2  | 2  | 2  | 1  | 40    |

## Antecedentes
Sergio Chiamparino es el presidente saliente del Piamonte por el Partido Democrático, y aunque inicialmente declaró en junio que no se postularía para un segundo mandato, finalmente declaró que se presentará a las próximas elecciones regionales. Apoyó la candidatura conjunta de Turín, Milán y Cortina d'Ampezzo para los Juegos Olímpicos de Invierno de 2026 antes de que Chiara Appendino, alcaldesa de Turín por el Movimiento 5 Estrellas, decidiera retirarse del proceso de selección. Apoyó la Línea de alta velocidad Turín–Lyon y criticó al Gobierno Conte por su oposición, encabezada principalmente por el Movimiento 5 Estrellas. Finalmente, abogó por un referéndum sobre el Turín-Lyon el mismo día de las elecciones regionales y pidió al ministro del Interior, Matteo Salvini, que lo permita, pero tanto el primer ministro Giuseppe Conte como el ministro Salvini rechazaron la idea.
El centroderecha tuvo algunos problemas para llegar a un acuerdo por un candidato unitario. Alberto Cirio, actual eurodiputado, era el candidato propuesto por Forza Italia, pero la Liga se opuso a su candidatura, proponiendo en cambio al empresario Paolo Damilano. Tras las elecciones regionales de Basilicata, el centroderecha accedió a la candidatura de Cirio. Alberto Cirio fue ex vicealcalde de Alba y exasesor regional del Piamonte, fue elegido para las elecciones europeas de 2014 en la circunscripción del noroeste de Italia con 35.388 votos y respaldó el ferrocarril de alta velocidad Turín-Lyon. En junio de 2018, junto con 50 consejeros regionales, se comprometió a ser juzgado por los cargos de apropiación indebida de 20.000 euros de fondos públicos, durante 2008 y 2010, bajo la presidencia de Mercedes Bresso. Sin embargo, el próximo febrero la fiscalía de Turín presentó una moción de desestimación.
El candidato a la presidencia del Piamonte por el Movimiento 5 Estrellas fue votado en el sitio web del partido, y con 1.540 votos, Giorgio Bertola, consejero regional saliente del Piamonte, ganó las elecciones primarias. Se opuso rotundamente al Turín-Lyon y al referéndum propuesto por Chiamparino.

## Partidos y candidatos
| Partido político o alianza | Partido político o alianza    | Listas constituyentes                                           | Listas constituyentes         | Resultado previo | Resultado previo | Candidato          | Candidato |
| Partido político o alianza | Partido político o alianza    | Listas constituyentes                                           | Listas constituyentes         | Votos (%)        | Escaños          | Candidato          | Candidato |
| -------------------------- | ----------------------------- | --------------------------------------------------------------- | ----------------------------- | ---------------- | ---------------- | ------------------ | --------- |
|                            | Coalición de centroizquierda  |                                                                 | Partido Democrático (PD)      | 36,2             | 17               | Sergio Chiamparino |           |
|                            | Coalición de centroizquierda  | Italia en Común (IiC)                                           | —                             | —                |                  | Sergio Chiamparino |           |
|                            | Coalición de centroizquierda  | Más Europa (+Eu)                                                | —                             | —                |                  | Sergio Chiamparino |           |
|                            | Coalición de centroizquierda  | Libres, Iguales, Verdes (incl. MDP, SI, Pos y FdV)              | —                             | —                |                  | Sergio Chiamparino |           |
|                            | Coalición de centroizquierda  | Chiamparino por el Piamonte del Sí                              | 4,9                           | 2                |                  | Sergio Chiamparino |           |
|                            | Coalición de centroizquierda  | Chiamparino Sí - Demo.S                                         | —                             | —                |                  | Sergio Chiamparino |           |
|                            | Coalición de centroizquierda  | Moderados por Chiamparino                                       | 2,5                           | 1                |                  | Sergio Chiamparino |           |
|                            | Coalición de centroderecha    |                                                                 | Forza Italia (FI)             | 15,6             | 6                | Alberto Cirio      |           |
|                            | Coalición de centroderecha    | Liga Piamonte (Lega)                                            | 7,3                           | 2                |                  | Alberto Cirio      |           |
|                            | Coalición de centroderecha    | Hermanos de Italia (FdI)                                        | 3,7                           | 1                |                  | Alberto Cirio      |           |
|                            | Coalición de centroderecha    | Unión de Centro (UdC)                                           | —                             | —                |                  | Alberto Cirio      |           |
|                            | Coalición de centroderecha    | Sí TAV Sí Trabajo para Piamonte en el Corazón (incl. EpI y MNS) | —                             | —                |                  | Alberto Cirio      |           |
|                            | Movimiento 5 Estrellas (M5S)  | Movimiento 5 Estrellas (M5S)                                    | Movimiento 5 Estrellas (M5S)  | 20,3             | 8                | Giorgio Bertola    |           |
|                            | El Pueblo de la Familia (PdF) | El Pueblo de la Familia (PdF)                                   | El Pueblo de la Familia (PdF) | —                | —                | Valter Boero       |           |

## Debates
Se celebraron siete debates presidenciales en todo Piamonte (y, en un caso, en Véneto) durante la campaña electoral.
| Debates presidenciales del Piamonte de 2019        | Debates presidenciales del Piamonte de 2019        | Debates presidenciales del Piamonte de 2019 | Debates presidenciales del Piamonte de 2019 | Debates presidenciales del Piamonte de 2019 | Debates presidenciales del Piamonte de 2019 |   |   |
| Fecha                                              | Localización                                       | Participantes                               | Participantes                               | Participantes                               | Participantes                               |   |   |
| P Participante. N No invitado. A Invitado ausente. | P Participante. N No invitado. A Invitado ausente. | Chiamparino                                 | Cirio                                       | Bertola                                     | Boero                                       |   |   |
| -------------------------------------------------- | -------------------------------------------------- | ------------------------------------------- | ------------------------------------------- | ------------------------------------------- | ------------------------------------------- | - | - |
| P Participante. N No invitado. A Invitado ausente. | P Participante. N No invitado. A Invitado ausente. | 21 de mayo de 2019                          | Teatro Regio, Turín                         | P                                           | P                                           | P | P |
| 20 de mayo de 2019                                 | Turín                                              | P                                           | P                                           | P                                           | P                                           |   |   |
| 14 de mayo de 2019                                 | Turín                                              | P                                           | P                                           | P                                           | P                                           |   |   |
| 9 de mayo de 2019                                  | Teatro Toselli, Cuneo                              | P                                           | P                                           | P                                           | P                                           |   |   |
| 8 de mayo de 2019                                  | Turín                                              | P                                           | P                                           | P                                           | P                                           |   |   |
| 4 de mayo de 2019                                  | Domodossola, Verbano Cusio Ossola                  | P                                           | P                                           | P                                           | P                                           |   |   |
| 10 de abril de 2019                                | Vinitaly, Verona                                   | P                                           | P                                           | N                                           | N                                           |   |   |

## Encuestas de opinión
Boca de urna
| Fecha              | Encuestadora  | Chiamparino        | Cirio                  | Bertola   | Boero   | Indecisos | Dif. |      |     |     |      |
| ------------------ | ------------- | ------------------ | ---------------------- | --------- | ------- | --------- | ---- | ---- | --- | --- | ---- |
| Fecha              | Encuestadora  | 26 de mayo de 2019 | Resultados electorales | 35,8      | 49,9    | Indecisos | Dif. | 13,6 | 0,7 | N/A | 14,1 |
| 26 de mayo de 2019 | Opinio Italia | 36,5–40,5          | 45,0–49,0              | 12,0–16,0 | 0,0–1,0 | N/A       | 8,5  |      |     |     |      |
| 8 de mayo de 2019  | Noto          | 41,0               | 43,0                   | 15,0      | 1,0     | 16,0      | 2,0  |      |     |     |      |
| 13 Abr 2019        | Ipsos         | 40,8               | 40,2                   | 16,1      | 2,9     | 45,0      | 0,6  |      |     |     |      |

## Resultados
|                                    |                                    |           |        |         |                                               |                         |           |        |         |
| Candidatos                         | Candidatos                         | Votos     | %      | Escaños | Partidos                                      | Partidos                | Votos     | %      | Escaños |
|                                    | Alberto Cirio                      | 1.091.814 | 49,86  | 11      |                                               | Lega Salvini Piamonte   | 712.703   | 37,11  | 17      |
|                                    | Alberto Cirio                      | 1.091.814 | 49,86  | 11      | Forza Italia                                  | 161.137                 | 8,39      | 3      |         |
|                                    | Alberto Cirio                      | 1.091.814 | 49,86  | 11      | Hermanos de Italia                            | 105.410                 | 5,49      | 2      |         |
|                                    | Alberto Cirio                      | 1.091.814 | 49,86  | 11      | Sí TAV Sí Trabajo para Piamonte en el Corazón | 27.072                  | 1,41      | –      |         |
|                                    | Alberto Cirio                      | 1.091.814 | 49,86  | 11      | Unión de Centro                               | 22.179                  | 1,15      | –      |         |
| Total                              | Total                              | 1.091.814 | 49,86  | 11      | 1.028.501                                     | 53,55                   | 22        |        |         |
|                                    | Sergio Chiamparino                 | 783.805   | 35,80  | 1       |                                               | Partido Democrático     | 430.902   | 22,44  | 9       |
|                                    | Sergio Chiamparino                 | 783.805   | 35,80  | 1       | Chiamparino por el Piamonte del Sí            | 63.933                  | 3,33      | 1      |         |
|                                    | Sergio Chiamparino                 | 783.805   | 35,80  | 1       | Libres, Iguales, Verdes                       | 46.570                  | 2,42      | 1      |         |
|                                    | Sergio Chiamparino                 | 783.805   | 35,80  | 1       | Moderados por Chiamparino                     | 36.125                  | 1,88      | 1      |         |
|                                    | Sergio Chiamparino                 | 783.805   | 35,80  | 1       | Más Europa                                    | 34.993                  | 1,82      | –      |         |
|                                    | Sergio Chiamparino                 | 783.805   | 35,80  | 1       | Chiamparino Sí - Demo.S                       | 15.096                  | 0,79      | –      |         |
|                                    | Sergio Chiamparino                 | 783.805   | 35,80  | 1       | Italia en Común                               | 11.183                  | 0,58      | –      |         |
| Total                              | Total                              | 783.805   | 35,80  | 1       | 638.802                                       | 33,26                   | 12        |        |         |
|                                    | Giorgio Bertola                    | 298.086   | 13,61  | –       |                                               | Movimiento 5 Estrellas  | 241.014   | 12,55  | 5       |
|                                    | Valter Boero                       | 15.935    | 0,73   | –       |                                               | El Pueblo de la Familia | 12.259    | 0,64   | –       |
|                                    |                                    |           |        |         |                                               |                         |           |        |         |
| Votos inválidos                    | Votos inválidos                    | 100.721   | -      | -       |                                               |                         |           |        |         |
| Total candidatos                   | Total candidatos                   | 2.290.361 | 100.00 | 12      | Total partidos                                | Total partidos          | 1.920.576 | 100,00 | 39      |
| Votantes registrados/participación | Votantes registrados/participación | 3.616.191 | 63,34  | -       |                                               |                         |           |        |         |
| Fuente: Ministerio del Interior    |                                    |           |        |         |                                               |                         |           |        |         |

| \| Voto popular \| Voto popular \| Voto popular \| Voto popular \| Voto popular \| \| ------------ \| ------------ \| ------------ \| ------------ \| ------------ \| \| \| \| \| \| \| \| Lega \| Lega \| \| 37.11 % \| 37.11 % \| \| PD \| PD \| \| 22.44 % \| 22.44 % \| \| M5S \| M5S \| \| 12.55 % \| 12.55 % \| \| FI \| FI \| \| 8.39 % \| 8.39 % \| \| FdI \| FdI \| \| 5.49 % \| 5.49 % \| \| Chiamparino \| Chiamparino \| \| 3.33 % \| 3.33 % \| \| LUV \| LUV \| \| 2.42 % \| 2.42 % \| \| Moderados \| Moderados \| \| 1.88 % \| 1.88 % \| \| +Eu \| +Eu \| \| 1.82 % \| 1.82 % \| \| Sì Tav-PnC \| Sì Tav-PnC \| \| 1.41 % \| 1.41 % \| \| UdC \| UdC \| \| 1.15 % \| 1.15 % \| \| Otros \| Otros \| \| 2.01 % \| 2.01 % \| |             |  |         |         |
| Voto popular |             |  |         |         |
| |             |  |         |         |
| Lega | Lega        |  | 37.11 % | 37.11 % |
| PD | PD          |  | 22.44 % | 22.44 % |
| M5S | M5S         |  | 12.55 % | 12.55 % |
| FI | FI          |  | 8.39 %  | 8.39 %  |
| FdI | FdI         |  | 5.49 %  | 5.49 %  |
| Chiamparino | Chiamparino |  | 3.33 %  | 3.33 %  |
| LUV | LUV         |  | 2.42 %  | 2.42 %  |
| Moderados | Moderados   |  | 1.88 %  | 1.88 %  |
| +Eu | +Eu         |  | 1.82 %  | 1.82 %  |
| Sì Tav-PnC | Sì Tav-PnC  |  | 1.41 %  | 1.41 %  |
| UdC | UdC         |  | 1.15 %  | 1.15 %  |
| Otros | Otros       |  | 2.01 %  | 2.01 %  |

| \| Presidente \| Presidente \| Presidente \| Presidente \| Presidente \| \| ----------- \| ----------- \| ---------- \| ---------- \| ---------- \| \| \| \| \| \| \| \| Cirio \| Cirio \| \| 49.86 % \| 49.86 % \| \| Chiamparino \| Chiamparino \| \| 35.80 % \| 35.80 % \| \| Bertola \| Bertola \| \| 13.61 % \| 13.61 % \| \| Boero \| Boero \| \| 0.73 % \| 0.73 % \| |             |  |         |         |
| Presidente |             |  |         |         |
| |             |  |         |         |
| Cirio | Cirio       |  | 49.86 % | 49.86 % |
| Chiamparino | Chiamparino |  | 35.80 % | 35.80 % |
| Bertola | Bertola     |  | 13.61 % | 13.61 % |
| Boero | Boero       |  | 0.73 %  | 0.73 %  |